# Картайзер, Винсент
Винсент Картайзер (англ. Vincent Paul Kartheiser; род. 5 мая 1979) — американский актёр.

## Ранние годы
Винсент Картайзер родился в Миннеаполисе, крупном городе на севере США в семье Джанет Мари (урождённая Грюйе), которая содержала детский сад, и Джеймса Ральфа Картайзера, который продавал строительное оборудование. Родители назвали его в честь всемирно известного нидерландского художника-постимпрессиониста Винсента ван Гога.
Является младшим из шести детей, у него есть четыре сестры, Андреа, Колетт, Элиза и Тереза, и брат Нейтан. В его жилах течет немецкая и в некоторой степени польская, финская и шведская кровь. Картайзер учился в средней школе Эппл-Вэлли в Эппл-Вэлли, штат Миннесота, но бросил учёбу в возрасте 15 лет, потому что хотел зарабатывать деньги.

## Карьера
Первый фильм с участием Картайзера, «Дикое сердце», вышел в 1993 году. В 1990-х годах он снимался в основном в фильмах, ориентированных на детскую и подростковую аудиторию: «Маленькая большая лига» (1994 год), «Индеец в шкафу» (1995 год), «Аляска» (1996 год).
В 1998 году Винсент Картайзер исполнил одну из ведущих ролей в нашумевшем фильме Ларри Кларка «Ещё один день в раю». С 2002 по 2004 год он исполнял роль Коннора в третьем, четвёртом и пятом сезонах американского телесериала «Ангел». Начиная с 2007 года Винсент Картайзер снимается в сериале «Безумцы». В 2009 и 2010 годах весь актёрский состав этого сериала получил Премию Гильдии киноактёров США в номинации лучший актёрский состав в драматическом сериале.
Короткометражный фильм Картайзера «Плод труда» был показан на кинофестивале в Ньюпорт-Бич в апреле 2013 года. Летом 2013 года он вернулся к своим театральным корням в Миннеаполисе, чтобы сыграть мистера Дарси в экранизации «Гордости и предубеждения» в театре Гатри.
В 2021 году он появился в третьем сезоне сериала «Титаны» в роли Джонатана Крейна. Картайзер был предметом по меньшей мере двух жалоб и двух внутренних расследований со стороны Warner Bros Television в связи с обвинениями в деструктивном, подростковом поведении и неуместных комментариях на съемочной площадке. Первое расследование пришло к выводу, что поведение Картайзера требует корректирующих действий. Вторая жалоба была получена несколько недель спустя, и в результате студия назначила представителя для наблюдения за Картайзером на съемочной площадке. По сообщениям, поступали и другие жалобы на предполагаемые неправомерные действия, которые были расследованы, но не получили подтверждения. Картайзер опроверг эти обвинения, а его пресс-секретарь заявил: Warner Bros расследовали этот вопрос и разъяснили мистеру Картайзеру свои ожидания относительно поведения на съемочной площадке, и он согласился выполнять их указания.

## Личная жизнь
В 1998 году встречался с актрисой Рэйчел Ли Кук.
В июне 2014 года женился на актрисе Алексис Бледел. В 2015 году у них родился сын. 10 августа 2022 года Картайзер подал на развод с Бледел.

## Избранная фильмография
| Год       |    | Русское название                        | Оригинальное название            | Роль                     |
| --------- | -- | --------------------------------------- | -------------------------------- | ------------------------ |
| 1993      | ф  | Дикое сердце                            | Untamed Heart                    | мальчик-сирота           |
| 1994      | ф  | Маленькая большая лига                  | Little Big League                | Джэймс                   |
| 1995      | ф  | Индеец в шкафу                          | The Indian In The Cupboard       | Джилон                   |
| 1996      | ф  | Аляска                                  | Alaska                           | Шон                      |
| 1997      | ф  | Заговорщики                             | Masterminds                      | Освальд                  |
| 1998      | ф  | Ещё один день в раю                     | Another Day in Paradise          | Бобби                    |
| 1999      | с  | Скорая помощь                           | ER                               | Джэсс                    |
| 2000      | ф  | Преступление и наказание по-американски | Crime and Punishment in Suburbia | Винсент                  |
| 2001      | ф  | Грехи отца                              | The Unsaid                       | Томас                    |
| 2002—2004 | с  | Ангел                                   | Angel                            | Коннор                   |
| 2006      | ф  | Альфа Дог                               | Alpha Dog                        | Пик                      |
| 2007—2015 | с  | Безумцы                                 | Mad Men                          | Пит Кемпбелл             |
| 2010      | ф  | Электра Люкс                            | Elektra Luxx                     | Джимми                   |
| 2011      | ф  | Время                                   | In Time                          | Филипп Вэйз              |
| 2011      | мф | Ранго                                   | Rango                            | Эзекиль / Лассо, озвучка |
| 2013—2015 | мс | Средняя школа США!                      | High School USA!                 | Марш Мерриуизер, озвучка |
| 2015      | с  | Святые и чужие                          | Saints & Strangers               | Уильям Брэдфорд          |
| 2016      | с  | Без обязательств                        | Casual                           | Джордан Андерсон         |
| 2016      | ф  | Ловушка                                 | A Kind of Murder                 | Лоуренс Корби            |
| 2021      | с  | Титаны                                  | Titans                           | Джонатан Крейн / Пугало  |